# ハイブリッド芝
ハイブリッド芝（ハイブリッドしば、Hybrid grass）もしくは強化型天然芝（きょうかがたてんねんしば、reinforced natural grass）とは、天然芝に一定割合の人工芝もしくは人工繊維を混ぜて敷設した芝。

## 概要
サッカーやラグビーなどの球技で使用される天然芝ピッチの維持管理には経験に裏打ちされた技術とノウハウが必要で、多額の費用も掛かる。また、その使用頻度が高いとコンディションの維持が困難になってくるため、自ずとスタジアムの稼働率を下げざるを得なくなる。こうした問題を解決させる方法として、天然芝の耐久性を増す試みとして、天然芝の根付きを人工芝や人工繊維で補助することを目的としたのがハイブリッド芝である。あくまでも「天然芝の補強に人工芝・人工繊維を用いる」趣旨で施工されるため、芝全体に占める人工芝・人工繊維の割合はおおむね5%以下程度となっており、日常のメンテナンスそのものは天然芝グラウンドと大差がない。
ハイブリッド芝は、その敷設方法で大きく3種類に分けられる。
打ち込み式（ステッチ式）
天然芝の芝生面に一定間隔で特殊な人工芝繊維を打ち込む方法。打ち込み深は9-18cmで、地上部は2cm程度。
芝生表層面の踏みつけやねじれ、摩擦に対する強度が増すほか、人工繊維により雨水が誘導され排水性が向上する。
一方で、排水性がよくなりすぎるため、散水や施肥の頻度を増やす必要がある。
カーペット式
6-7cmの長さの人工芝のカーペットを敷き、その上から砂などを撒いた後に天然芝の種子を蒔いて育てる方法。
芝の基盤を整えやすく、現地外で生育させて敷設する方法のため早期の使用が可能となる。
一方で、排水性がよくなりすぎるため、散水や施肥の頻度を増やす必要がある。また、すりきれにはやや弱い。
人工繊維補強式
人工基盤材（珪砂・マイクロファイバー・炭化コルク粒の混合材）を敷いた上に天然芝の種子を蒔く方法。
天然芝の根がマイクロファイバーに絡みつくことで芝がはがれにくくなると共に、人工基盤材の保水力のおかげで散水や施肥の頻度を減らせる。
一方で、現地の土壌とのなじみがよくない。
また、全般的な問題点として「天然芝の育成環境が悪いスタジアムではハイブリッド芝も育たない（生育が良くなるわけではない）」「イベント時においてハイブリッド芝により機材・装置等の重量を受け止めることはなく、芝にとってのダメージは変わらない」などが挙げられるという。
1990年代からヨーロッパで導入され、普及が進められている。かつては天然芝のピッチよりもグラウンドが硬くなりやすいという難点があったが、技術改良が進んでこの問題点は解決されつつある。2010 FIFAワールドカップやラグビーワールドカップ2015では複数の会場でハイブリッド芝のグラウンドが使用された。
日本では2017年7月に日本プロサッカーリーグ（Jリーグ）が翌シーズンからホームスタジアムのピッチに打ち込み式のハイブリッド芝を導入することを承認し、その第1号としてヴィッセル神戸のホームスタジアムであるノエビアスタジアム神戸に初めて導入された。また、日本で開催されるラグビーワールドカップ2019の会場では御崎公園球技場（ノエビアスタジアム神戸）の他、横浜国際総合競技場（日産スタジアム）（カーペット式）や東京スタジアム（味の素スタジアム）（打ち込み式）、大分スポーツ公園総合競技場（レゾナックドーム大分）（カーペット式）などでハイブリッド芝への張り替えが行われており、新設となる釜石鵜住居復興スタジアムにも人工繊維補強式のハイブリッド芝が導入されている。
なお、陸上競技場においては、長らく日本陸上競技連盟の公認競技場規則で、第4種陸上競技場の特例で競技施設の一部を欠くことを日本陸連が認めた場合を除きインフィールドを「天然芝とする」と規定していたが、2018年にこの規定が「天然芝・投てき実施可能な人工芝とする（その場合でも、ハイブリッド芝を採用する場合は人工芝の混入率を5％以下とする）」と改められると共に、「投てき実施可能な人工芝敷設ガイドライン」が策定され、品質検査（ラボテスト）において基準に適合することの確認を受けた人工芝・ハイブリッド芝が敷設可能となっている。大分スポーツ公園総合競技場（レゾナックドーム大分）でのハイブリッド芝の採用はこの点を念頭に置いたものとなっている。

## 主な商品
- GrassMaster（打ち込み式）
- SISGrass（打ち込み式）
- AirFibr（人工繊維補強式）
- XtraGrass（カーペット式） - 三菱ケミカルとその子会社・アストロがレッズランドに施工[1]。
- HERO（カーペット式）[6]

なお、住友ゴム工業の「ハイブリッドターフ」は、いわゆるロングパイル人工芝であり、本項で述べる「ハイブリッド芝」とは異なる製品である。